# Абба-Панталевон
Абба-Панталевон — монастырь Эфиопской православной церкви на месте дохристианского городища близ города Аксум, в регионе Тыграй, в Эфиопии. Согласно эфиопской традиции, основан аббой (отцом) Панталевоном, одним из «девяти преподобных», монахов, прибывших в конце V — начале VI в. в Эфиопию из Византии и, согласно местному церковному преданию, сыгравших решающую роль в распространении христианства на территории страны.
Согласно эфиопской традиции, Панталевон и За-Микаэль Арагави происходили от «римских вельмож». Из-за несогласия с решениями Халкидонского собора 451 года они отправились в Аксум и прибыли к царскому двору на 5-й год правления Аламеды, сына Саладобы, отождествляемого с Усанасом (Элла-Амидой). Всего в Аксум «для исправления (или улучшения) христианства» прибыло «девять преподобных» во главе с аббой (отцом) Панталевоном. «Девять преподобных» жили при дворе 12 лет. На 6-м году правления Тазены, отца Эллы-Ацбэхи (Калеба), «девять преподобных» расстались, чтобы основать обители в разных областях Эфиопии. Панталевон построил келью на холме Бет-Катин близ Аксума на территории современного региона Тыграй.
Пантелевона посетил царь Калеб перед походом против химьяритского царя Зу Нуваса. Ко времени его посещения царём Калебом этот Панталевон провёл в пещере 45 лет. После победы и отречения от престола Калеб стал монахом и служил вместе с Панталевоном.

Монастырь Абба-Панталевон
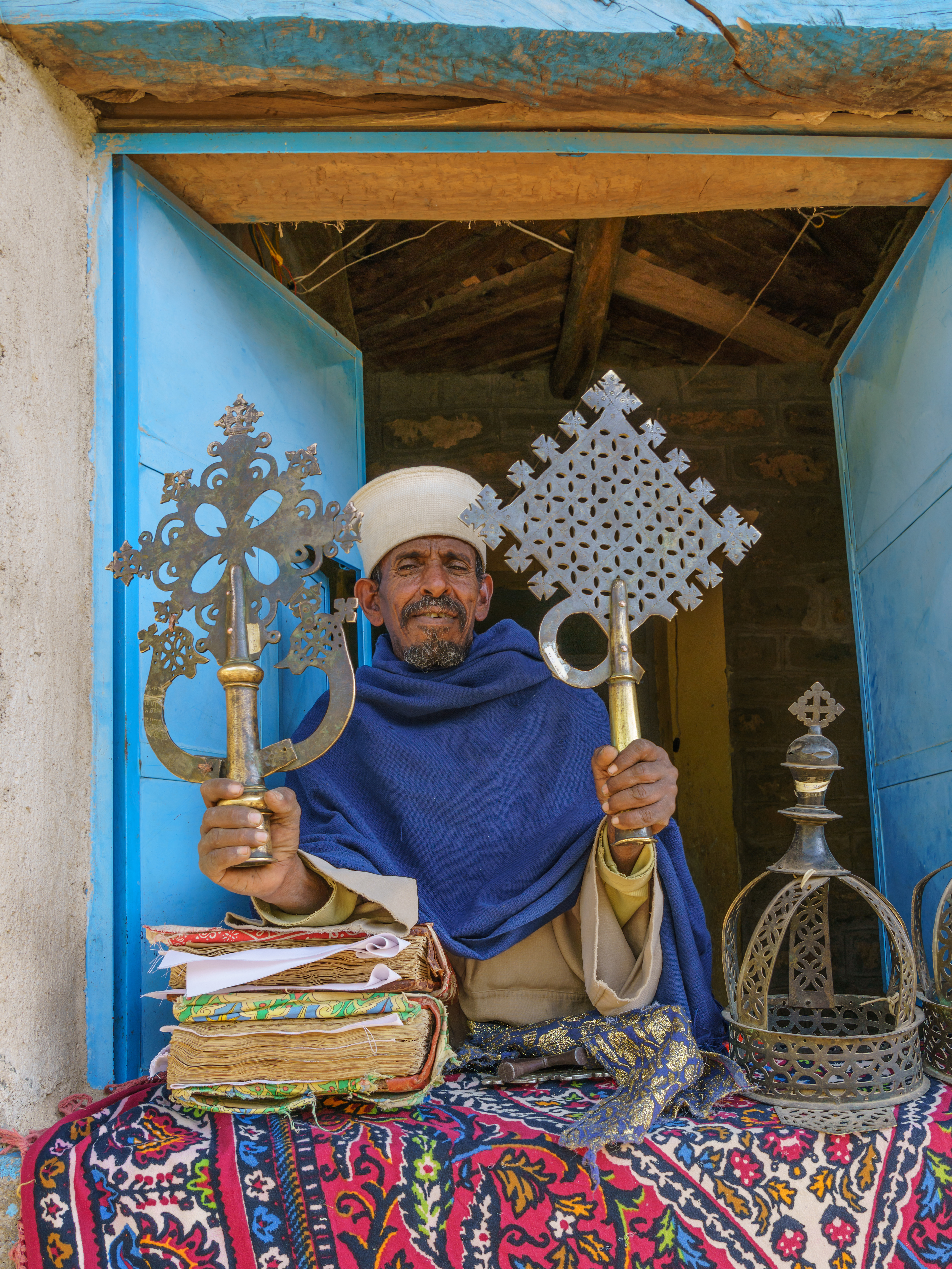
Священник с церемониальными крестами
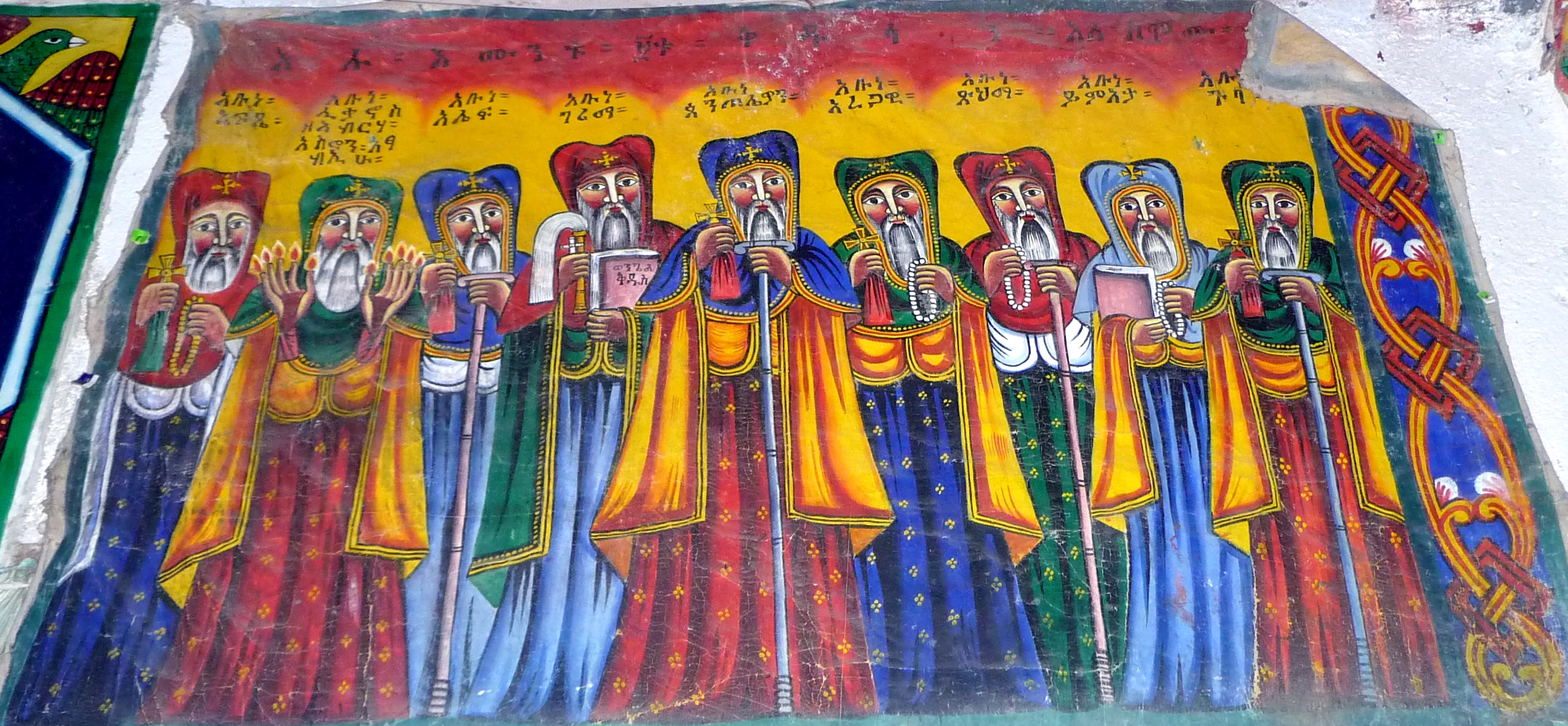
Икона девяти преподобных[англ.]